# Afshin Peyrovani
Mohammad Ali Peyravani, plus connu sous le nom d'Afshin Peyravani (persan : افشين پيروانى) (né le 6 février 1970 à Chiraz en Iran) est un joueur de football international iranien, qui évoluait au poste de défenseur, avant de devenir entraîneur.

## Biographie

### Carrière de joueur

#### Carrière en sélection
Avec l'équipe d'Iran, il joue 62 matchs (pour aucun but inscrit) entre 1993 et 2002. 
Il figure dans le groupe des sélectionnés lors de la coupe du monde de 1998. Lors du mondial, il joue un match contre les États-Unis.
Il participe également à la Coupe d'Asie des nations de 1996, où son équipe se classe troisième.

## Palmarès
Persépolis
- Championnat d'Iran (5) :
  - Champion : 1995-96, 1996-97, 1998-99, 1999-00 et 2002-02.
  - Vice-champion : 1993-94 et 2000-01.

- Coupe d'Iran (1) :
  - Vainqueur : 1998-99.